# پل‌زنگوله
پل زنگوله، روستایی است از توابع بخش مرزن‌آباد شهرستان چالوس در استان مازندران ایران.

## جمعیت
این روستا در دهستان کوهستان (چالوس) قرار دارد و براساس سرشماری مرکز آمار ایران در سال ۱۳۸۵، جمعیت آن زیر سه خانوار بوده‌است. مردم پل زنگوله از قومیت طبری هستند. مردم پل زنگوله به زبان طبری با گویش چالوسی سخن می‌گویند.